# Thomas Sykora
Thomas Sykora (ur. 18 maja 1968 w Tulln an der Donau) – austriacki narciarz alpejski, brązowy medalista olimpijski.

## Kariera
Specjalizował się w slalomie. W zawodach Pucharu Świata zadebiutował 30 listopada 1991 roku w Breckenridge, zajmując 25. miejsce w slalomie. Tym samym już w swoim debiucie zdobył pierwsze pucharowe punkty. Nieco ponad rok później 6 grudnia 1992 roku w Val d’Isère pierwszy raz stanął na podium, zajmując drugie miejsce w slalomie. W zawodach tych rozdzielił Thomasa Fogdö ze Szwecji oraz Austriaka Huberta Strolza. Pierwsze zwycięstwo w zawodach tego cyklu odniósł 14 stycznia 1996 roku w Kitzbühel, gdzie był najlepszy w swej koronnej konkurencji. W kolejnych latach jeszcze ośmiokrotnie wygrywał zawody pucharowe: 10 marca 1996 roku w Hafjell, 24 listopada 1996 roku w Park City, 17 grudnia 1996 roku w Madonna di Campiglio, 6 stycznia 1997 roku w Kranjskiej Gorze, 12 stycznia 1997 roku w Chamonix, 19 stycznia 1997 roku w Wengen, 4 stycznia 1998 roku w Kranjskiej Gorze oraz 26 stycznia 1998 roku w Kitzbühel. Najlepsze wyniki osiągał w sezonach 1996/1997 i 1997/1998, kiedy triumfował w klasyfikacji slalomu. W tej samej klasyfikacji zajął także trzecie miejsce w sezonie 1995/1996, plasując się za Francuzem Sébastienem Amiezem i Włochem Alberto Tombą. W klasyfikacji generalnej najlepszy wynik osiągnął w sezonie 1996/1997, kiedy uplasował się na ósmej pozycji, zdobywając 697 punktów (695 w slalomie, pozostałe 2 w gigancie).
W 1993 roku wystartował na mistrzostwach świata w Morioce, gdzie był dziewiąty w slalomie. Wynik ten powtórzył na rozgrywanych w 1997 roku mistrzostwach świata w Sestriere. W tej samej konkurencji wystartował także podczas mistrzostw świata w Sierra Nevada w 1996 roku i igrzysk olimpijskich w Lillehammer dwa lata wcześniej, ale w obu przypadkach nie kończył rywalizacji. Największy sukces osiągnął w 1998 roku, kiedy na igrzyskach olimpijskich w Nagano zdobył brązowy medal w slalomie. W zawodach tych wyprzedzili go jedynie dwaj Norwegowie: Hans Petter Buraas i Ole Kristian Furuseth.
W latach 1996 i 1999 był mistrzem Austrii w slalomie. Liczne kontuzje uniemożliwiały mu regularne starty po 1998 roku, a ostatecznie zmusiły do zakończenia kariery cztery lata później. Współpracuje z telewizją ORF jako komentator narciarstwa alpejskiego. W 1998 roku otrzymał Odznakę Honorową za Zasługi dla Republiki Austrii.
Jego ciotka Liese Prokop była wicemistrzynią olimpijską w pięcioboju, kolejna ciotka, Maria Sykora, reprezentowała Austrię w siatkówce i lekkoatletyce, a kuzynka Karin Prokop była szczypiornistką.

## Osiągnięcia

### Igrzyska olimpijskie
| Miejsce | Dzień     | Rok  | Miejscowość | Konkurencja | Czas biegu  | Strata  | Zwycięzca            |
| ------- | --------- | ---- | ----------- | ----------- | ----------- | ------- | -------------------- |
| DNF     | 27 lutego | 1994 | Lillehammer | Slalom      | 2:02,02 min | -       | Thomas Stangassinger |
| 3.      | 21 lutego | 1998 | Nagano      | Slalom      | 1:49,31 min | +1,37 s | Hans Petter Buraas   |

### Mistrzostwa świata
| Miejsce | Dzień     | Rok  | Miejscowość   | Konkurencja | Czas biegu  | Strata  | Zwycięzca           |
| ------- | --------- | ---- | ------------- | ----------- | ----------- | ------- | ------------------- |
| 9.      | 13 lutego | 1993 | Morioka       | Slalom      | 1:40,33 min | +1,49 s | Kjetil André Aamodt |
| DNF     | 25 lutego | 1996 | Sierra Nevada | Slalom      | 1:42,26 min | -       | Alberto Tomba       |
| 4.      | 15 lutego | 1997 | Sestriere     | Slalom      | 1:51,70 min | +1,60 s | Tom Stiansen        |

### Puchar Świata

#### Miejsca w klasyfikacji generalnej
- sezon 1991/1992: 96.
- sezon 1992/1993: 32.
- sezon 1993/1994: 31.
- sezon 1994/1995: 23.
- sezon 1995/1996: 18.
- sezon 1996/1997: 8.
- sezon 1997/1998: 13.
- sezon 2001/2002: 134.

#### Zwycięstwa w zawodach
1. Kitzbühel – 14 stycznia 1996 (slalom)
2. Hafjell – 10 marca 1996 (slalom)
3. Park City – 24 listopada 1996 (slalom)
4. Madonna di Campiglio – 17 grudnia 1996 (slalom)
5. Kranjska Gora – 6 stycznia 1997 (slalom)
6. Chamonix – 12 stycznia 1997 (slalom)
7. Wengen – 19 stycznia 1997 (slalom)
8. Kranjska Gora – 4 stycznia 1998 (slalom)
9. Kitzbühel – 26 stycznia 1998 (slalom)

#### Pozostałe miejsca na podium
1. Val d’Isère – 6 grudnia 1992 (slalom) – 2. miejsce
2. Madonna di Campiglio – 15 grudnia 1992 (slalom) – 3. miejsce
3. Kitzbühel – 16 stycznia 1994 (slalom) – 2. miejsce
4. Chamonix – 30 stycznia 1994 (slalom) – 3. miejsce
5. Lech – 20 grudnia 1994 (slalom) – 2. miejsce
6. Lech – 21 grudnia 1994 (slalom) – 2. miejsce
7. Veysonnaz – 21 stycznia 1996 (slalom) – 3. miejsce
8. Sestriere – 27 stycznia 1996 (slalom) – 2. miejsce
9. Breckenridge – 1 grudnia 1996 (slalom) – 2. miejsce
10. Sestriere – 15 grudnia 1997 (slalom) – 2. miejsce
11. Lech – 8 stycznia 1998 (slalom) – 2. miejsce
12. Kitzbühel – 25 stycznia 1998 (slalom) – 2. miejsce